# فالكاو (ملحن)
فالكاو (بالبرتغالية: Falcão‏) هو ملحن ومهندس معماري وكاتب أغاني برازيلي، ولد في 16 سبتمبر 1957 في Pereiro, Ceará ‏ في البرازيل.

## وصلات خارجية
- الموقع الرسمي
- فالكاو على موقع IMDb (الإنجليزية)
- فالكاو على موقع ميوزك برينز (الإنجليزية)
- فالكاو على موقع ديسكوغز (الإنجليزية)
- فالكاو على موقع قاعدة بيانات الفيلم (الإنجليزية)